# Dreiköpfiger Adler

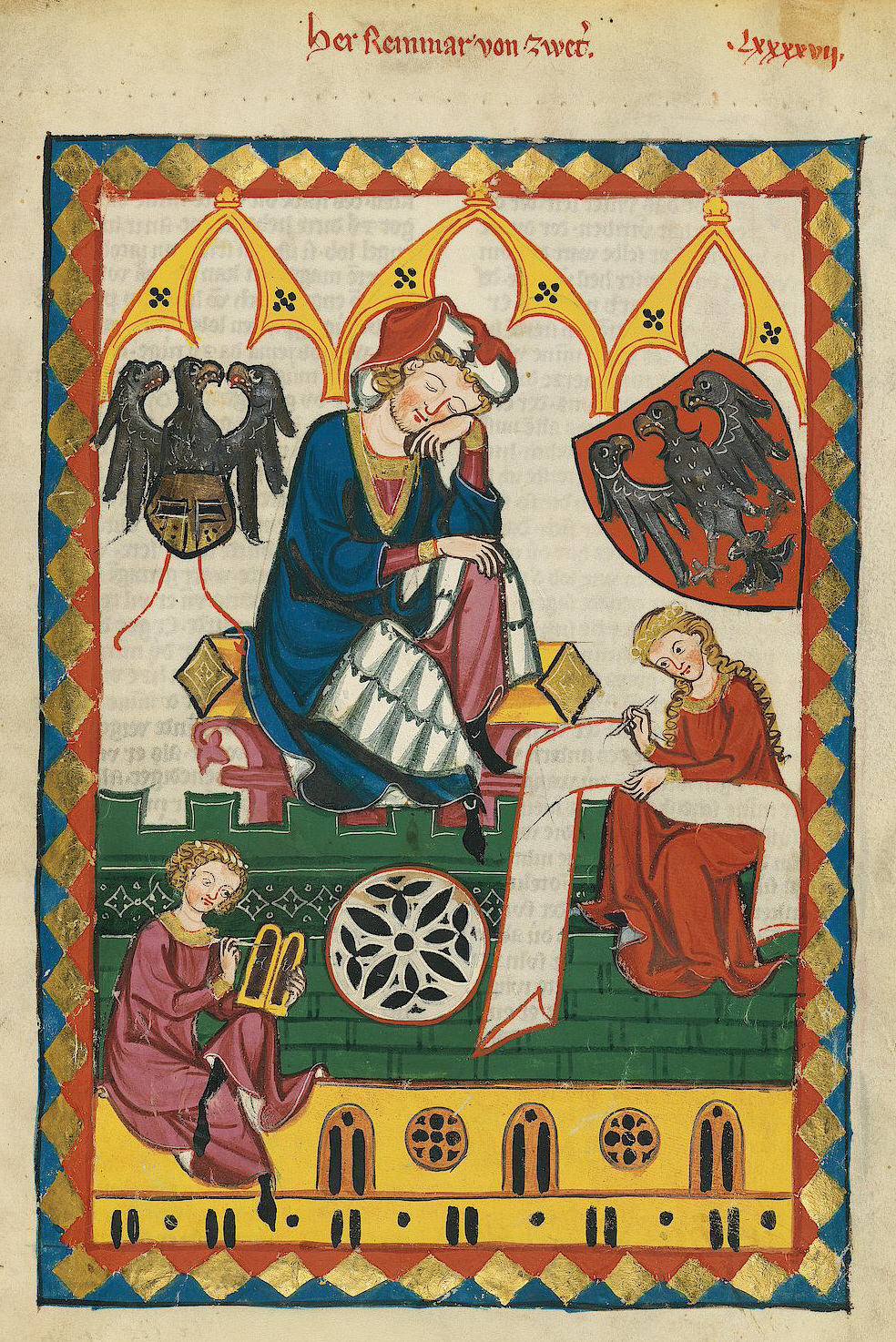
Dreiköpfiger Adler im Codex Manesse

Der Dreiköpfige Adler, auch mit Dreifachadler bezeichnet, ist ein seltenes Wappentier in der Heraldik.
Diese gemeine Figur ist in dem Wappenbuch von Conrad Grünenberg aus der Zeit 1483 und in der Großen Heidelberger Liederhandschrift aus der Zeit Ende 13./Anfang 14. Jahrhundert dargestellt und nachweisbar. Sie zählen zu den ältesten bekannten Darstellungen eines Adlers mit drei Köpfen.

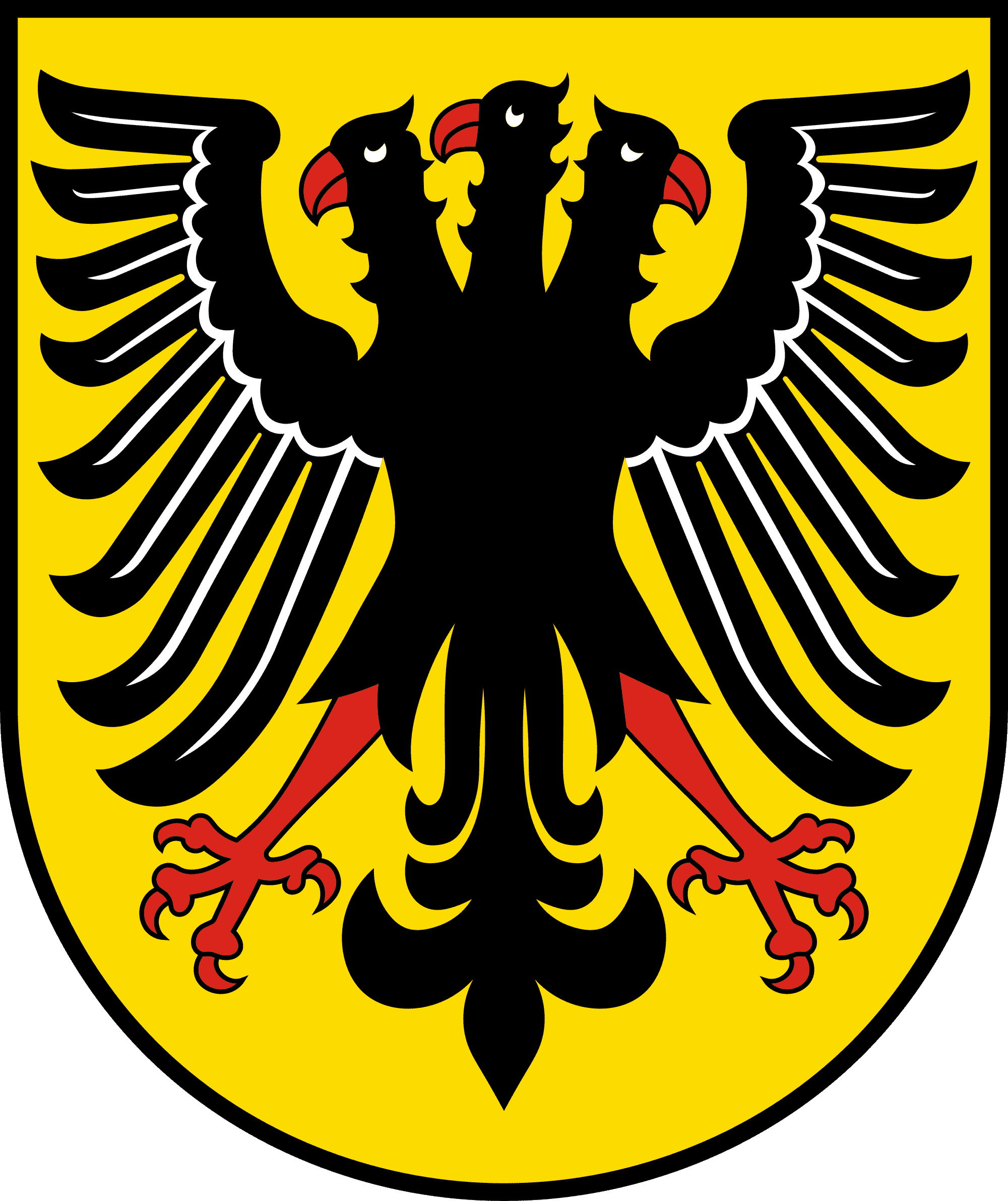
Landkreis Waiblingen

Dem  Adler werden auf den Sachsen nach innen sehende Adlerköpfe aufgesetzt. Unter Sachsen sind die Flügelenden zu verstehen. Im Codex Manesse ist der Adler einmal im Wappenschild und einmal auch im Oberwappen dargestellt. Als Helmkleinod ist er wachsend.
Der Adler ist bekannt einmal im Wappen des römisch-deutschen Kaisers und zum anderen aus dem Wappen des pfälzischen Adels der Herren von Zweter. Die Familie Reinmar von Zweter führte ein solches. Auch Dietmar von Aist soll diese Form im Wappen geführt haben. Dazu kommt der Landkreis Waiblingen. Dieser Adler hat auf seinem Körper drei Köpfe und ist abweichend zum geschichtlich überlieferten königlichen. Im eigentlichen Sinne ist es ein dreihalsiger Adler. In Grünenbergs Wappenbuch wird er so dargestellt. Das Wappenbuch zeigt im Bild 6 im schwarzen Schild einen dreihalsigen silbernen nimbierter Adler im Schild und  den gleichen wachsend im Oberwappen.